# Sozópoli (Chalcidique)
Sozópoli (grec moderne : Σωζόπολη) est un village grec situé dans le district régional de Chalcidique, dans la région de Macédoine-Centrale. Il relève administrativement de la municipalité de Néa Propontída et compte 440 habitants au recensement de 2021. Les habitants sont originaires de Sozopol, en Thrace du Nord, et travaillent aujourd’hui principalement dans le secteur du tourisme. Les plages de la localité attirent chaque année de nombreux visiteurs. À 6 kilomètres de Néa Kallikrátia se trouve l’ancienne localité byzantine de Véria, ancien port de l’actuelle Sozópoli.

## Développement administratif
En 2025, Sozópoli a été reconnue comme une communauté municipale autonome, indépendante de celle de Nea Silata, à laquelle elle appartenait auparavant. Cette décision a été prise en raison de l'importance historique du village.

## Évolution de la population
La population de Sozópoli varie considérablement selon les saisons. Durant l'été, elle accueille de nombreux vacanciers, venus de toute la Grèce (notamment de Thessalonique) ainsi que de l'étranger.
| Année      | 1920 | 1928 | 1940 | 1951 | 1961 | 1971 | 1981 | 1991 | 2001 | 2011 | 2021  |
| ---------- | ---- | ---- | ---- | ---- | ---- | ---- | ---- | ---- | ---- | ---- | ----- |
| Population | 8    | 53   | 240  | 227  | 234  | 125  | 215  | 308  | 496  | 537  | 440   |
| Sources    |      |      |      |      |      |      |      |      |      |      | [ 1 ] |

## Géographie
Sozópoli se situe à une altitude d’environ 20 mètres et géographiquement aux coordonnées 40°16′41″ de latitude nord et 23°08′57″ de longitude est. La région est connue pour ses vastes plages. La plage principale s’étend sur plus de 3,5 kilomètres et reçoit chaque année le Pavillon Bleu. Elle possède des eaux peu profondes et un fond sablonneux, ce qui en fait un endroit idéal pour les familles avec enfants. Sozópoli se trouve à 6 km de Nea Kallikrateia et à 38 km de l’aéroport de Thessalonique. L’accès est aisé grâce au réseau routier, ce qui favorise le développement touristique de la région. Sozopol est bordé par Nea Silata au sud et Nea Kallikratia au nord-est.

## Éléments historiques et culturels
Le nom ancien du village était « Servikon Metochion », il a été renommé Sozópoli en 1948. Le village a été fondé principalement par des réfugiés thraces venant de Sozopol (en Thrace du Nord, actuelle Bulgarie), ainsi que d’autres centres helléniques historiques situés sur la mer Noire, comme Anchialos et Bourgas. Sozopol, sur la mer Noire, est l’héritière de l’antique Apollonia, colonie ionienne de Milet fondée au 7e siècle av. J.-C., qui devint par la suite un centre métropolitain de l’hellénisme en Thrace du Nord. Sur la colline où est construit le village actuel, on a découvert les vestiges d’une ancienne colonie romaine et byzantine. Sur la route menant à Veria, on trouve également un site archéologique appelé « Toumba », avec les ruines d’une ancienne ville et le siège de l’évêque de « Kassandreia et Vryon ».

## Événements culturels
La principale fête religieuse et culturelle de Sozópoli est la Transfiguration du Christ, célébrée le 6 août. La célébration comprend une messe, une procession de l’icône et une fête traditionnelle avec de la nourriture, de la musique et des danses, attirant de nombreux fidèles et visiteurs. Le même jour, on célèbre également la fête de la sardine.

## Économie
L’économie de Sozópoli repose principalement sur le tourisme, le bâtiment et l’immobilier. Le tourisme contribue significativement à l’économie locale, les habitants étant impliqués dans l’hébergement, la restauration et les services touristiques. L’activité de construction y est intense, avec une forte demande d’achat et de vente de biens. L’intérêt croissant pour les résidences secondaires a dynamisé le marché, en particulier pour les appartements et terrains proches de la mer.

## Attractions touristiques
La plage de Sozópoli est l’attraction principale de la région, appréciée pour la qualité de ses eaux et son ambiance paisible, idéale pour ceux qui recherchent la détente. Elle permet la baignade, le bronzage et des activités nautiques telles que le jet ski et la planche à voile. Une promenade le long du littoral révèle de jolis paysages et des criques secrètes. Le village conserve également une belle architecture traditionnelle issue de l’arrivée des réfugiés après la Catastrophe d’Asie Mineure, avec des maisons pittoresques et des ruelles étroites, offrant une expérience authentique aux visiteurs.

## Transport
La société KTEL de Chalcidique assure des liaisons régulières entre Thessalonique et Sozópoli. Les bus partent de la gare routière interurbaine de Chalcidique, située au 9e km de la route nationale Thessalonique – Nea Moudania. Depuis le centre-ville de Thessalonique, on peut s’y rendre avec les lignes urbaines de l’OASTH, notamment les lignes 36, 45, 45A et 04A.